# Campbell Stewart
Campbell Stewart (Palmerston North, 12 de maio de 1998) é um desportista neozelandês que compete no ciclismo nas modalidades de pista e rota.
Ganhou três medalhas no Campeonato Mundial de Ciclismo em Pista, nos anos 2019 e 2020.

## Medalheiro internacional
| Campeonato Mundial | Campeonato Mundial  | Campeonato Mundial | Campeonato Mundial      |
| Ano                | Lugar               | Medalha            | Competição              |
| ------------------ | ------------------- | ------------------ | ----------------------- |
| 2019               | Pruszków ( Polónia) | Medalha de ouro    | Omnium                  |
| 2020               | Berlim ( Alemanha)  | Medalha de prata   | Perseguição por equipas |
| 2020               | Berlim ( Alemanha)  | Medalha de prata   | Madison                 |

## Palmarés
- 2020
  - 1 etapa da New Zealand Cycle Classic[2]